# Песен за горите
„Песен за горите“ (на руски: Песнь о лесах) е оратория на руския композитор Дмитрий Шостакович от 1949 година.
Композирана върху текст на Евгений Долматовски, тя възхвалява Великото преобразуване на природата, кампания на тоталитарния режим в Съветския съюз за залесяване и изграждане на полезащитни пояси в степните области, последвала масовия глад от 1946 – 1947 година. Първото ѝ представяне е на 15 ноември 1949 година от хор и оркестър на Ленинградската филхармония под диригентството на Евгений Мравински.
Ораторията е писана в период, в който Шостакович е в немилост пред режима, и спомага за подобряване на положението му, като му донася Сталинска награда.